# Михайловский Воронежский кадетский корпус
Воронежский  Великого Князя Михаила Павловича кадетский корпус — начальное военное училище Воронежа. Корпус был основан в 1845 году. В 1918 году расформирован. В 1992 году корпус был возрождён.

## История корпуса
Еще в 1805 году, при Александре I, было запланировано создание Воронежского военного училища из двух рот по 200 человек в каждой. Начался сбор пожертвований, но война 1812 года остановила подготовку к открытию училища, а деньги, пожертвованные воронежским дворянством были внесены частично в местные казначейства, большей же частью — в Воронежский приказ общественного призрения. При Николае I в 1830 году появилось «предположение о губернских кадетских корпусах», по которому в Воронеже открытие корпуса не предполагалось, поскольку намечался к открытию кадетский корпус в соседнем Тамбове, где с 1802 года существовало военное училище. Более того, пожертвования воронежского дворянства передавались Тамбовскому корпусу. 

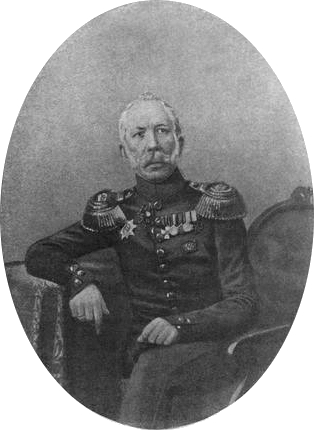
Первый директор корпуса Александр Дмитриевич Винтулов

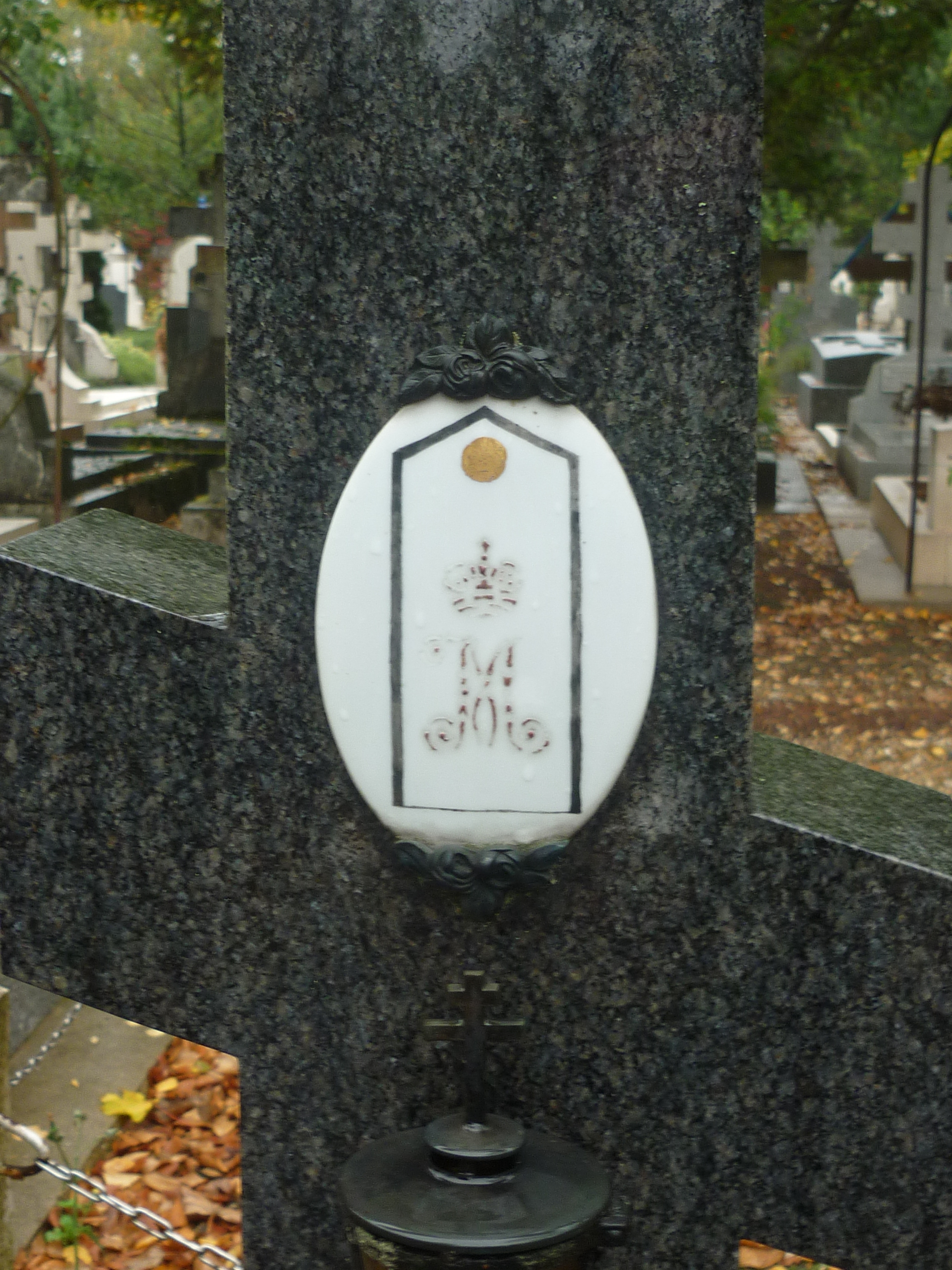
Погоны Михайловского Воронежского кадетского корпуса на кладбище Сент-Женевьев-де-буа

В 1834 году воронежское дворянство (одним из инициаторов стал губернский предводитель дворянства В. В. Тулинов) обратилось с ходатайством об открытии в Воронеже кадетского корпуса, предлагая употребить на это собранную по подписке между дворянами сумму. Однако ходатайство воронежских дворян, поддержанное губернатором Д. Н. Бегичевым, было отклонено императором из-за недостаточности собранных средств. Тем не менее, в 1836 году представитель воронежского рода Чертковых Николай Дмитриевич, желая оказать помощь делу военного образования дворян, пожертвовал «миллион рублей ассигнациями и 2000 душ крестьян» со специальною целью учреждения в Воронеже кадетского корпуса. В ходатайстве к государю Чертков просил, чтобы кадетский корпус не был назван его именем, а получил бы название «Михайловского», в честь великого князя Михаила Павловича с тем, что не желает, «дабы имя его стало наравне с великими именами императоров Петра, Павла и Александра»; 14 апреля 1836 года ходатайство было представлено императору, а 14 сентября 1837 года состоялась торжественная закладка главного здания (не сохранилось); 16 августа 1844 года Высочайше было утверждено «Положение о Михайловском Воронежском кадетском корпусе с неранжированною оного ротой, составляемою Тамбовским кадетским корпусом». Директором нового кадетского корпуса, по предложению Черткова, был назначен родственник его, полковник А. Д. Винтулов, а Черткову была предоставлена почётная должность попечителя. Наконец, 8 ноября 1845 года, состоялось торжественное открытие корпуса.
В 1865 кадетский корпус был преобразован в Михайловскую Воронежскую военную гимназию. В 1882 Воронежская военная гимназия была преобразована в Михайловский Воронежский кадетский корпус. 11 ноября 1905 корпус был переименован в Воронежский Великого Князя Михаила Павловича кадетский корпус.
Приказом по военному ведомству № 234 от 22 апреля (5 мая) 1917 года Воронежский Великого Князя Михаила Павловича кадетский корпус переименован в Воронежский кадетский корпус.
В 1992 году началось возрождение Воронежского кадетского корпуса.

## Директора
- 1845—1857 — генерал-майор А. Д. Винтулов
- 1857—1859 — генерал-майор П. Н. Броневский
- 1859—1865 — генерал-майор (с 19.04.1864 генерал-лейтенант) А. И. Ватаци
- 1865—1870 — генерал-майор П. П. фон Винклер
- 1870—1878 — полковник (с 28.03.1871 генерал-майор) А. П. Тыртов[5]
- 1878—1885 — генерал-майор П. П. Глотов
- 1885—1901 — полковник (с 30.08.1887 генерал-майор) Н. А. Репин
- 1901—1905 — генерал-майор Ф. А. Григорьев[6]
- 1905—1906 — генерал-майор И. Г. Соймонов
- 1906—1908 — генерал-майор А. А. Агапов
- 1908—1917 — генерал-майор М. И. Бородин[7]
- 1917—1918 — генерал-майор И. А. Белогорский[8]

после возрождения
- 1992—2014 — полковник Голомёдов, Александр Иванович
- с 2014 — полковник Авдеев, Валерий Валерьевич